# Lagopsis (mamífero)
Lagopsis es un género extinto de liebre o lagomorfo del Mioceno descrito en 1928 a partir de restos molares encontrados en la cuenca de Teruel que se ven representados en varios yacimientos a lo largo de Europa Occidental, demostrando su flexibilidad ambiental. 

## Paleoecología
Lagopsis es un género ecológicamente semejante a las actuales pikas, los representantes actuales de la familia Ochotonidae de lagomorfos. Poseen una dentición especializada para la vegetación dura, adaptación que evolucionó en paralelo con las gramíneas, aprovechando una nueva fuente de alimento. Esta adaptación hace que se lo encuentre tanto en ambientes subtropicales y húmedos como en áreas más áridas y abiertas.